# 卡洛·托尼亚蒂
卡洛·托尼亚蒂（義大利語：Carlo Toniatti，1892年—1968年），意大利男子赛艇运动员。他曾代表意大利参加1924年夏季奥林匹克运动会赛艇比赛，获得八人单桨有舵手铜牌。